# Max Taut

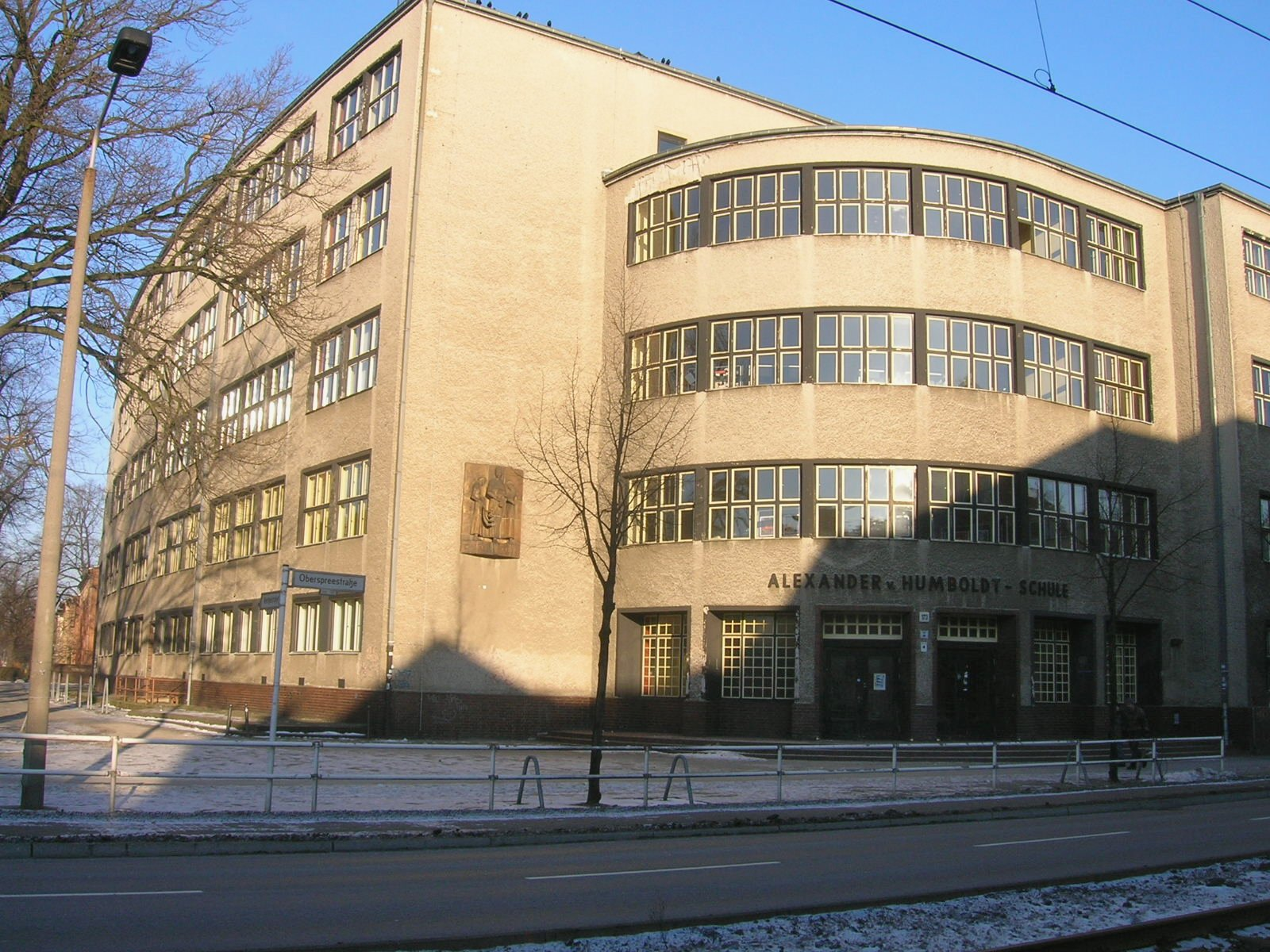
Berlin AvH-Oberschule

Max Taut (Königsberg el 15 de mayo de 1884 - 26 de febrero de 1967) fue un arquitecto alemán, hermano del también arquitecto Bruno Taut. Fue uno de los exponentes del Movimiento Moderno alemán.

## Carrera
Tras un periodo formativo inicial en la Realschule y en la Baugewerkschule de su ciudad natal, Max viaja a Berlín en 1904. Realiza una colaboración por un corto período de tiempo en el Departamento de Urbanismo de Rixdorf. Junto con su hermano joven y Franz Hoffman fue el fundador del estudio Taut & Hoffman. Entre las primeras edificaciones de Max Taut se encuentra una escuela y un hogar infantil en Finsterwalde (1911-1913), la fábrica textil Koswig en el mismo lugar (1913).

## Obra

### Edificios
- Janusz Korczak Gymnasium, anteriormente el Knabenschule en Finsterwalde (1913)
- Edificio administrativo, Allgemeiner Deutscher Gewerkschaftsbund en Berlin-Mitte (1922–1923)
- Dos casas en el Weißenhofsiedlung en Stuttgart (1927)
- Anteriormente sede de la Deutscher Buchdrucker en Berlín (1924–1926 )
- Alexander von Humboldt Oberschule en Berlin-Köpenick, anteriormente Oberlyzeum "Dorotheenschule" (1929)
- Edificio de la trade union , Frankfurt am Main (1929–1931)
- Grupo escolar del Nöldnerplatz en Berlin-Lichtenberg (1927–1932)
- Reichsknappschafthaus en Breitenbachplatz en Berlín (1930), diseñado en colaboración con Franz Hoffmann en estilo Bauhaus con un marco de acero y cerámica. Posteriormente fue la sede del Instituto de Estudios Latinoamericanos, Free University of Berlin).
- 1963/64 Renovación de la Jagdschloss Glienicke, con bay windows superspuestas en los dos pisos
- Ludwig Georgs Gymnasium en Darmstadt

### Publications
- Max Taut: Bauten und Pläne, Berlín (1927) (en alemán)
- Alfred Kuhn: Max Taut - Bauten, Berlín (1932) (en alemán)
- Max Taut: Berlin im Aufbau, Berlín (1946) (en alemán)